# Liga de Fútbol Profesional Boliviano 2009
Liga de Fútbol Profesional Boliviano 2009 var 2009 års högsta division i fotboll i Bolivia. Det var den 33:e säsongen som divisionen spelades. Den högsta divisionen är uppdelad i två stycken separata mästerskap: Campeonato Apertura och Campeonato Clausura. Därför korades det under den bolivianska säsongen två stycken separata mästare - Bolívar (Apertura) och Blooming.

## Format
Den bolivianska högstaserien i fotboll 2009 bestod av tolv lag. Säsongen delades även in i två mästerskap: Campeonato Apertura och Campeonato Clausura och det korades en separat mästare i varje mästerskap. Mästerskapen i sig skiljde sig från varandra och hade olika uppbyggnad. Båda två kvalificerade dock minst ett lag till internationella turneringar (Copa Libertadores och Copa Sudamericana). Utöver detta spelades även ett playoff för att kvalificera ett lag till Copa Libertadores.

### Mästerskapens upplägg
För år 2009 inleddes säsongen i februari med Campeonato Apertura, som slutade i juni. Den bestod av en rak serie där alla tolv lagen mötte varandra två gånger, en gång hemma och en gång borta, vilket gav totalt 22 matcher per lag. Vinnaren av serien blev mästare av Campeonato Apertura. Därefter spelades Campeonato Clausura som hade ett annorlunda upplägg. De tolv lagen delades upp i två grupper med sex lag i varje grupp. Lagen i varje grupp mötte varandra två gånger, en gång hemma och en gång borta, vilket gav tio matcher per lag. Utöver det hade alla lag en rival i en annan grupp än sin egen som man mötte två gånger, vilket gav ytterligare två matcher. Totalt spelades alltså 12 matcher under Campeonato Clausura per lag. De tre främsta i varje grupp gick sedan vidare till slutspel. Där möttes de sex lagen i en kvartsfinal där de tre segrarna samt den bästa förloraren gick vidare till semifinal. Slutspelet fortsatte därefter till final, som spelades i ett dubbelmöte.

### Nedflyttning
Efter säsongen 2009 flyttades ett lag ner och ett lag fick kvala för att stanna kvar. För nedflyttning beaktades de två senaste säsongernas resultat, det vill säga 2009 och 2010 års säsong. Poängen lades ihop för Apertura och Clausura för de båda säsongerna, därefter dividerades poängen med antalet spelade matcher och fick därigenom ut ett snittpoäng per match och sorterade tabellen efter det. Detta innebar att nykomlingar i den högsta serien inte missgynnades eftersom de inte deltagit under 2008.

### Internationella turneringar
För kvalificering till internationella turneringar gällde att ett lag endast kunde delta i en av de två stora internationella turneringar som finns - Copa Libertadores eller Copa Sudamericana. Blev ett lag kvalificerat för båda fick de plats i Copa Libertadores och platsen till Copa Sudamericana gick till ett annat lag. Till turneringarna Copa Libertadores och Copa Sudamericana 2010 hade Bolivia tre platser per turnering - alla platser förutom en plats till Copa Sudamericana 2010 tilldelas genom den här säsongen (den sista platsen till Copa Sudamericana 2010 tilldelades genom placering i följande års säsong).
För 2009 gällde det att Campeonato Apertura gav vinnaren en plats i Copa Libertadores 2010 och tvåan en plats i Copa Sudamericana 2010. I Clausura fanns möjlighet till en plats i Copa Libertadores 2010, som gick till vinnaren, och en plats i Copa Sudamericana, som gick till tvåan. Den tredje platsen till Copa Libertadores tilldelades vinnaren av speciellt playoff-spel mellan alla lag förutom de lag som flyttades ner.

#### Kvalificering till internationella turneringar
- Copa Sudamericana 2010 (tre platser, varav 2009 års säsong kvalificerar två lag)
  - San José, som trea i Campeonato Apertura.
  - Oriente Petrolero, som trea i Campeonato Clausura.

- Copa Libertadores 2010 (tre platser)
  - Bolívar, som vinnare av Campeonato Apertura.
  - Blooming, som vinnare av Campeonato Clausura.
  - Real Potosí, som vinnare av playoff-spelet till Copa Libertadores.

## Campeonato Apertura
| Nr | Lag               | S  | V  | O | F  | GM | IM | MS  | P  |
| -- | ----------------- | -- | -- | - | -- | -- | -- | --- | -- |
| 1  | Bolívar           | 22 | 11 | 7 | 4  | 36 | 22 | +14 | 40 |
| 2  | Real Potosí       | 22 | 11 | 6 | 5  | 45 | 31 | +14 | 39 |
| 3  | San José          | 22 | 11 | 2 | 9  | 53 | 35 | +18 | 35 |
| 4  | Oriente Petrolero | 22 | 10 | 5 | 7  | 33 | 30 | +3  | 35 |
| 5  | Universitario     | 22 | 11 | 3 | 8  | 38 | 27 | +11 | 33 |
| 6  | The Strongest     | 22 | 9  | 5 | 8  | 36 | 35 | +1  | 32 |
| 7  | La Paz FC         | 22 | 9  | 5 | 8  | 38 | 39 | −1  | 32 |
| 8  | Nacional Potosí   | 22 | 7  | 7 | 8  | 36 | 40 | −4  | 28 |
| 9  | Blooming          | 22 | 7  | 6 | 9  | 24 | 32 | −8  | 27 |
| 10 | Aurora            | 22 | 7  | 5 | 10 | 26 | 33 | −7  | 26 |
| 11 | Jorge Wilstermann | 22 | 3  | 8 | 11 | 22 | 38 | −16 | 17 |
| 12 | Real Mamoré       | 22 | 4  | 5 | 13 | 25 | 50 | −25 | 17 |

Universitario fick tre poängs avdrag för att ha haft för många icke-bolivianska spelare på planen i omgång 19.

Färgkoder:
     – Kvalificerade för Copa Libertadores 2009.

     – Kvalificerade för Copa Sudamericana 2009.

## Campeonato Clausura

### Gruppspel
| Nr | Lag               | S  | V | O | F | GM | IM | MS  | P  |
| -- | ----------------- | -- | - | - | - | -- | -- | --- | -- |
| 1  | Bolívar           | 12 | 7 | 4 | 1 | 25 | 13 | +12 | 25 |
| 2  | Universitario     | 12 | 5 | 3 | 4 | 11 | 13 | −2  | 18 |
| 3  | Blooming          | 12 | 5 | 3 | 4 | 16 | 19 | −3  | 18 |
| 4  | San José          | 12 | 3 | 6 | 3 | 24 | 17 | +7  | 15 |
| 5  | Jorge Wilstermann | 12 | 4 | 3 | 5 | 14 | 15 | −1  | 15 |
| 6  | Nacional Potosí   | 12 | 2 | 2 | 8 | 10 | 21 | −11 | 8  |

| Nr | Lag               | S  | V | O | F | GM | IM | MS | P  |
| -- | ----------------- | -- | - | - | - | -- | -- | -- | -- |
| 1  | Real Potosí       | 12 | 7 | 1 | 4 | 23 | 14 | +9 | 22 |
| 2  | The Strongest     | 12 | 6 | 3 | 3 | 19 | 15 | +4 | 21 |
| 3  | Oriente Petrolero | 12 | 5 | 4 | 3 | 12 | 12 | 0  | 19 |
| 4  | Real Mamoré       | 12 | 5 | 1 | 6 | 16 | 18 | −2 | 16 |
| 5  | Aurora            | 12 | 3 | 2 | 7 | 8  | 14 | −6 | 11 |
| 6  | La Paz FC         | 12 | 2 | 4 | 6 | 18 | 25 | −7 | 10 |

### Slutspel

#### Kvartsfinal
| Lag           | Lag     | Lag               | Resultat    | Resultat    | Tie-breakers | Tie-breakers |
| Lag 1         | Res.    | Lag 2             | 1:a matchen | 2:a matchen | BM           | Str.         |
| ------------- | ------- | ----------------- | ----------- | ----------- | ------------ | ------------ |
| Bolívar       | 1–1 (b) | Oriente Petrolero | 1–1         | 0–0         | 0–1          | —            |
| Real Potosí   | 0–1     | Blooming          | 0–0         | 0–1         | —            | —            |
| Universitario | 3–4     | The Strongest     | 2–2         | 1–2         | —            | —            |

##### Rankning av förlorare
| Nr | Lag           | S | V | O | F | GM | IM | MS | P |
| -- | ------------- | - | - | - | - | -- | -- | -- | - |
| 1  | Bolívar       | 2 | 0 | 2 | 0 | 1  | 1  | 0  | 2 |
| 2  | Universitario | 2 | 0 | 1 | 1 | 3  | 4  | −1 | 1 |
| 3  | Real Potosí   | 2 | 0 | 1 | 1 | 0  | 1  | −1 | 1 |

#### Semifinal
| Lag               | Lag     | Lag           | Resultat    | Resultat    | Tie-breakers | Tie-breakers |
| Lag 1             | Res.    | Lag 2         | 1:a matchen | 2:a matchen | BM           | Str.         |
| ----------------- | ------- | ------------- | ----------- | ----------- | ------------ | ------------ |
| Bolívar           | 4–2     | The Strongest | 2–1         | 2–1         | —            | —            |
| Oriente Petrolero | 3–3 (b) | Blooming      | 3–2         | 0–1         | —            | —            |

#### Final
| Lag 1    | Res. | Lag 2   | 1:a matchen | 2:a matchen | BM | Str. |
| -------- | ---- | ------- | ----------- | ----------- | -- | ---- |
| Blooming | 2–1  | Bolívar | 1–0         | 1–1         | —  | —    |

## Nedflyttning
Det sämsta laget flyttades ner och det näst sämsta laget var tvungna att spela kvalspel för att klara sig kvar i den högsta serien. För att ranka lagen tog man totalt inspelade poäng under Apertura och Clausura under både säsongen 2008 och 2009. Man delade den totala poäng på antalet spelade matcher och fick ett snitt per match.
Detta slutade med att Nacional Potosí flyttades ner och Jorge Wilstermann fick spela kvalspel.
| Pos | Lag               | 2008 Poäng | 2008 Spelade | 2009 Poäng | 2009 Spelade | Poäng totalt | Spelade totalt | Snitt |
| --- | ----------------- | ---------- | ------------ | ---------- | ------------ | ------------ | -------------- | ----- |
| 1   | Bolívar           | 45         | 32           | 65         | 34           | 110          | 66             | 1.667 |
| 2   | Universitario     | 56         | 32           | 51         | 34           | 107          | 66             | 1.621 |
| 3   | Oriente Petrolero | 49         | 32           | 54         | 34           | 103          | 66             | 1.561 |
| 4   | Real Potosí       | 41         | 32           | 61         | 34           | 102          | 66             | 1.545 |
| 5   | Blooming          | 51         | 32           | 45         | 34           | 96           | 66             | 1.455 |
| 6   | San José          | 45         | 32           | 50         | 34           | 95           | 66             | 1.439 |
| 6   | La Paz FC         | 53         | 32           | 42         | 34           | 95           | 66             | 1.439 |
| 8   | The Strongest     | 40         | 32           | 53         | 34           | 93           | 66             | 1.409 |
| 9   | Aurora            | 49         | 32           | 37         | 34           | 86           | 66             | 1.303 |
| 10  | Real Mamoré       | 40         | 32           | 33         | 34           | 73           | 66             | 1.106 |
| 11  | Jorge Wilstermann | 39         | 32           | 32         | 34           | 71           | 66             | 1.076 |
| 12  | Nacional Potosí   | 0          | 0            | 36         | 34           | 36           | 34             | 1.059 |

### Nedflyttningskval
| Lag 1  | Res. | Lag 2             | 1:a matchen | 2:a matchen | BM | Str. |
| ------ | ---- | ----------------- | ----------- | ----------- | -- | ---- |
| Ciclón | 2–3  | Jorge Wilstermann | 1–1         | 1–2         | —  | —    |

## Playoff till Copa Libertadores

### Första omgången
Alla tolv lag lottades mot varandra. Laget som lottades mot Nacional Potosí vann automatiskt på walkover, eftersom Nacional Potosí flyttades ner och därför inte får deltaga i playoff-spelet. De sex vinnarna gick vidare till vinnaromgången, medan de fyra bästa förlorarna gick vidare till förloraromgången.
| Lag               | Lag  | Lag               | Resultat    | Resultat    | Tie-breakers | Tie-breakers |
| Lag 1             | Res. | Lag 2             | 1:a matchen | 2:a matchen | BM           | Str.         |
| ----------------- | ---- | ----------------- | ----------- | ----------- | ------------ | ------------ |
| La Paz FC         | 0–2  | San José          | 0–1         | 0–1         | —            | —            |
| The Strongest     | 3–5  | Bolívar           | 0–3         | 3–2         | —            | —            |
| Aurora            | 3–4  | Jorge Wilstermann | 2–2         | 1–2         | —            | —            |
| Real Mamoré       | 0–3  | Universitario     | 0–0         | 0–3         | —            | —            |
| Oriente Petrolero | 2–1  | Blooming          | 1–0         | 1–1         | —            | —            |
| Real Potosí       | WO   | Nacional Potosí   | —           | —           | —            | —            |

#### Rankning av förlorare
| Nr | Lag           | S | V | O | F | GM | IM | MS | P |
| -- | ------------- | - | - | - | - | -- | -- | -- | - |
| 1  | The Strongest | 2 | 1 | 0 | 1 | 3  | 5  | −2 | 3 |
| 2  | Blooming      | 2 | 0 | 1 | 1 | 1  | 2  | −1 | 1 |
| 3  | Aurora        | 2 | 0 | 1 | 1 | 2  | 4  | −2 | 1 |
| 4  | Real Mamoré   | 2 | 0 | 1 | 1 | 0  | 3  | −3 | 1 |
| 5  | La Paz FC     | 2 | 0 | 0 | 2 | 0  | 2  | −2 | 0 |

### Andra omgången

#### Vinnare
De tre vinnarna gick vidare till semifinal.
| Lag               | Lag   | Lag               | Resultat    | Resultat    | Tie-breakers |
| Lag 1             | Poäng | Lag 2             | 1:a matchen | 2:a matchen | Str.         |
| ----------------- | ----- | ----------------- | ----------- | ----------- | ------------ |
| San José          | 3–3   | Oriente Petrolero | 2–0         | 0–1         | 3–4          |
| Bolívar           | 6–0   | Universitario     | 2–1         | 4–3         | —            |
| Jorge Wilstermann | 3–3   | Real Potosí       | 2–1         | 1–2         | 3–4          |

#### Förlorare
De fyra förlorarna mötte varandra i dubbelmöten i en första omgång. De två vinnarna gick vidare till en andra omgång och det vinnande laget efter den omgången gick vidare till semifinal.

##### Omgång 1
| Lag           | Lag   | Lag         | Resultat    | Resultat    | Tie-breakers |
| Lag 1         | Poäng | Lag 2       | 1:a matchen | 2:a matchen | Str.         |
| ------------- | ----- | ----------- | ----------- | ----------- | ------------ |
| Blooming      | 3–3   | Aurora      | 2–1         | 1–3         | 3–4          |
| The Strongest | 4–1   | Real Mamoré | 3–2         | 2–2         | —            |

##### Omgång 2
| Lag           | Lag   | Lag    | Resultat    | Resultat    | Tie-breakers |
| Lag 1         | Poäng | Lag 2  | 1:a matchen | 2:a matchen | Str.         |
| ------------- | ----- | ------ | ----------- | ----------- | ------------ |
| The Strongest | 6–0   | Aurora | 3–0         | 1–0         | —            |

### Semifinal
| Lag               | Lag   | Lag           | Resultat    | Resultat    | Tie-breakers | Tie-breakers |
| Lag 1             | Poäng | Lag 2         | 1:a matchen | 2:a matchen | Omspel       | Str.         |
| ----------------- | ----- | ------------- | ----------- | ----------- | ------------ | ------------ |
| Real Potosí       | 3–3   | The Strongest | 5–3         | 1–2         | 1–1          | 3–1          |
| Oriente Petrolero | 2–2   | Bolívar       | 2–2         | 2–2         | 1–2          | —            |

### Final
| Lag         | Lag   | Lag          | Resultat    | Resultat    | Tie-breakers | Tie-breakers |
| Lag 1       | Poäng | Lag 2        | 1:a matchen | 2:a matchen | Omspel       | Str.         |
| ----------- | ----- | ------------ | ----------- | ----------- | ------------ | ------------ |
| Real Potosí | 4–1   | Club Bolívar | 1–1         | 4–3         | —            | —            |